# Buke
Buke (bouquet) je tercijarna vrsta arome koja ovisi o starenju vina. Pojam je nastao od francuske riječi za aromu tj. za stručak cvijeća (buket).
Buke se opisuje nabrajanjem voća (ili predmeta!) karakterističnog mirisa, koji bi trebao dočarati okus vina. Tako često možemo pročitati da vino ima buke (aromu) s izražemom marelicom, naznakama meda i jagode ili profinjeni okus duhana ili benzina.
Kod opisa se ne moramo ograničiti na unaprijed definirane mirise, važan je subjektivni dojam koji vino ostavlja. Primjerice, ljudima u urbanim sredinama može biti stran miris pokošene trave ili sijena, ali će pronaći neki drugi izraz koji će dočarati okus. U većini slučajeva, početnici će pronalaziti upravo fantastične izraze prilikom opisivanja, jer su neopterećeni ustaljenim frazama.